# Mierki
Mierki is een plaats in het Poolse district  Olsztyński, woiwodschap Ermland-Mazurië. De plaats maakt deel uit van de gemeente Olsztynek en telt 350 inwoners.